# Orania (stad)

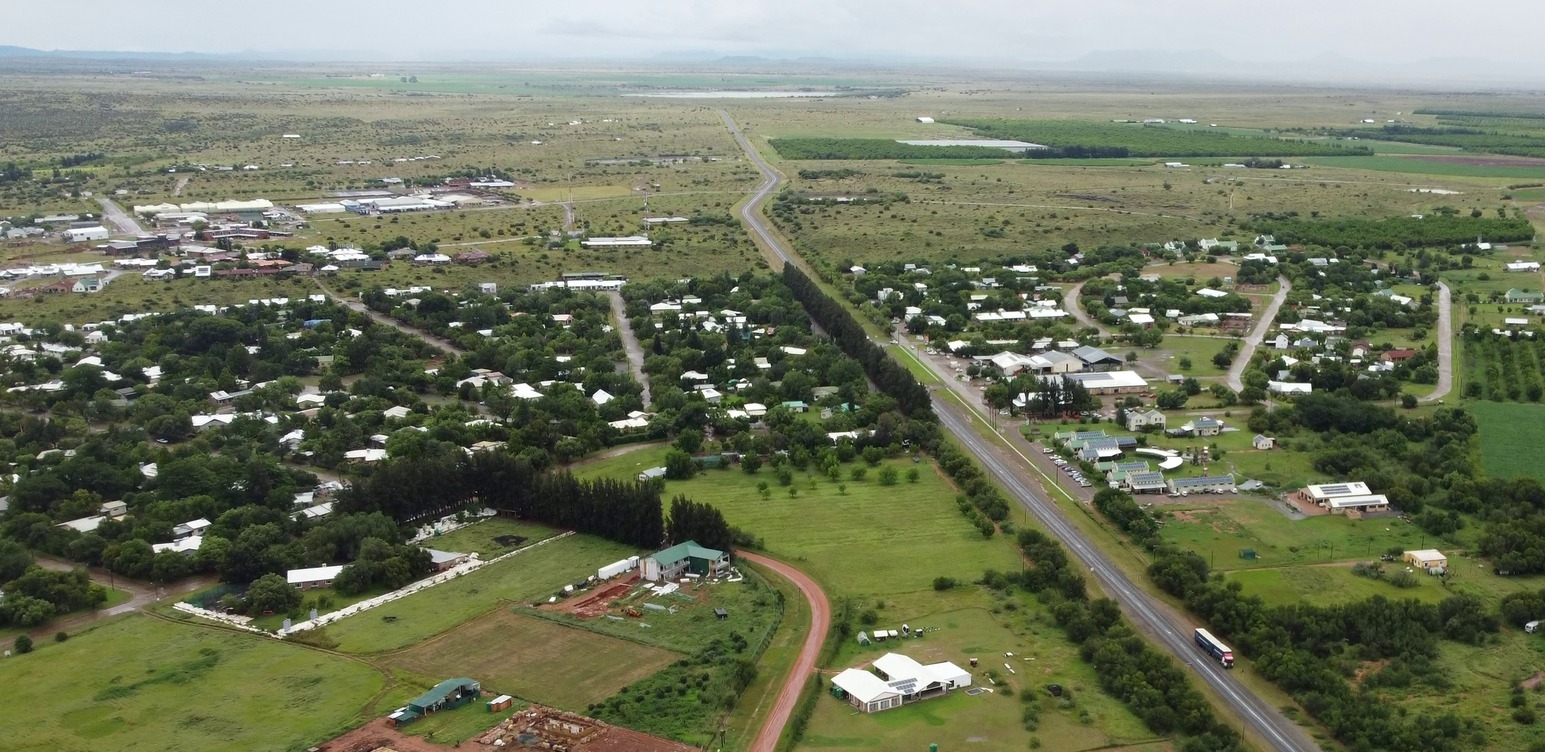
Flygfoto över Orania.

Orania är en mindre sydafrikansk ort vid Orange River i Karooregionen i Norra Kapprovinsen. Folkmängden uppgick till 2874 invånare vid folkräkningen 2024, varav nästan alla (98,4 %) utgjordes av afrikander. Stadens målsättning är att den skall utgöra ett starkt fäste för afrikander i landet och bidra till att stärka minoritetens språk, identitet och kultur. Alla som identifierar sig med den afrikandska etniciteten är enligt stadens hemsida välkomna i Orania. Staden har en egen flagga, en egen radiostation och sedan 2004 även en egen valuta (Ora). 

## Kontroversen kring radiostationen
2005 tvingades stadens radiostation Radio Club 100 stänga ner. Anledningen till nedläggningen, som drevs igenom av Independent Communications Authority of South Africa, var anklagelser om rasism. I slutet av 2007 fick de dock tillbaks sändningsrättigheterna och den 13 april återupptogs sändningarna på 95.5 MHz.